# 오기재
오기재(吳起在, 1983년 9월 26일 ~ )은 대한민국의 전직 축구 선수이다. 현역 시절 포지션은 미드필더였다.

## 축구인 경력

### 선수 경력
2006년 FC 서울에 입단하였으나 리그 경기엔 나서지 못한 채 시즌 종료 후 팀을 떠났다.
2007년 안산 할렐루야에 입단하였다. 2007년 4월 6일에 열린 이천 험멜과의 리그 경기에서 안산 할렐루야 입단 이후 첫 골을 기록했다. 이후 3시즌 간 62경기에 나서 6골을 기록하였다.
2010년 수원시청으로 이적하였다. 이적 후 첫 시즌 열린 2010 FA컵 수원 삼성과의 수원 더비 경기에서 골을 기록하는 등 2시즌 간 주전으로 좋은 활약을 펼치며 리그 41경기 4골을 기록하였다.
2012년 다시 안산 할렐루야로 복귀하였으며 2013년 팀이 고양 Hi FC로 이름을 바꾸고 K리그 챌린지에 참가하게 되어 프로 무대에 복귀하게 되었다.
2016시즌 종료 이후 고양 자이크로의 해체로 무소속이 되었으며 이후 현역에서 은퇴했다.